# Буцкус, Пранас Флорианович
Пранас Флорианович Буцкус (17 марта 1928 года — 6 декабря 2001 года) — советский и литовский учёный-педагог, академик АПН СССР (1968), иностранный член РАО (1999). Доктор химических наук, профессор (1968). Заслуженный деятель науки Литовской ССР (1974).

## Биография
Родился в местечке Валькининкай. В 1950 году окончил Вильнюсский университет, где и преподавал в 1954—1963 годах на факультете химии. В 1963—1994 годах работал в Вильнюсском педагогическом институте (в 1992—2011 годах Вильнюсский педагогический университет). Был проректором по науке (1963—1987), заведующим кафедрой химии (1987—1990).
С 1967 года — действительный член АПН СССР, иностранный член РАО с 15 апреля 1999 года.
Сфера научных интересов: преподавание химии в высшей школе, развитие высшего педагогического образования.
Один из редакторов второго издания энциклопедии «Что такое? Кто такой?».